# トミー・オレンジ
トミー・オレンジ（Tommy_Orange、1982年1月19日 - ）は、カリフォルニア州オークランド出身のアメリカの小説家、作家。処女作『ゼアゼア』（2018年）は2019年ピューリッツァー賞フィクション部門の最終候補、2019年アメリカン・ブック・アワード受賞。
オクラホマ州シャイアン族およびアラパホ族の市民。インスティテュート・オブ・アメリカン・インディアン・アーツで美術の修士号を取得。カリフォルニア州オークランドのディモンド地区生まれ、同地在住。

## 作家として
「ゼアゼア」のインスピレーションが湧いたのは、オレンジがネイティブ・アメリカン・ヘルス・センターのデジタル・ストーリーテリング・ブースと、カリフォルニア大学バークレー校が設立した非営利団体ストーリー・センターで働いていた頃だという。彼の仕事は、口承による物語を記録したり、助成金をホチキスで留めてコピーを作成することだった。この仕事を通じて彼は、都市部の先住民の物語を聴いてもらう必要があることに気づき、特に先住民の人々自身が「自分たちの物語がより大きな形で反映されるのを見る」ことができるようになるべきだと考えた。オレンジは「ネイティブアメリカンは見えづらい存在」であり、人々が知らないコミュニティについての物語を語りたかったと話している。